# Cephalaria elazigensis
Cephalaria elazigensis är en tvåhjärtbladig växtart som beskrevs av Göktürk och Sümbül. Cephalaria elazigensis ingår i släktet jätteväddar, och familjen Dipsacaceae. Inga underarter finns listade i Catalogue of Life.